# Vojín Benjaminová
Vojín Benjaminová, anglicky Private Benjamin, je americká filmová komedie z roku 1980 s režiséra Howarda Zieffa s Goldie Hawnovou v hlavní roli, která za ni byla nominována na Oscara. Jde o situační komedii, kdy se mladá a půvabná žena z dobře situované středostavovské rodiny nešťastnou shodou náhod a díky osobnímu neštěstí (její druhý novomanžel zemře na infarkt během prvního manželského milování o svatební noci) ocitne v Armádě Spojených států amerických.
Film byl ve své době komerčně velmi úspěšný a proto byl také následně zpracován do stejnojmenné televizní minisérie.

## Obsazení
| Goldie Hawnová     | vojín Judy Benjaminová          |
| Eileen Brennanová  | kapitánka Doreen Lewisová       |
| Armand Assante     | Henri Alan Tremont              |
| Robert Webber      | Plukovník Clay Thornbush        |
| Sam Wanamaker      | Teddie Benjamin                 |
| Barbara Barrie     | Harriet Benjaminová             |
| Mary Kay Place     | vojín/poručík Mary Lou Glassová |
| Harry Dean Stanton | seržant Jim Ballard             |
| Hal Williams       | seržant L.C. Ross               |
| P.J. Soles         | vojín Wanda Winter              |
| Craig T. Nelson    | kapitán William Woodbridge      |
| Albert Brooks      | Yale Goodman                    |
| Alan Oppenheimer   | Rabbi                           |
| Lee Wallace        | Mr. Waxman                      |